# 김제시 (선거구)
김제시는 대한민국의 옛 국회의원 선거구이다. 당시 전라북도 김제시 지역을 관할했다.

## 역사
1995년 1월, 김제시와 김제군이 통합되면서 통합 김제시가 출범했다. 이에 제15대 국회의원 선거를 앞두고 김제시·김제군 선거구가 김제시 선거구로 개편되었다.
제17대 국회의원 선거를 앞두고 선거구 개편이 이루어지면서 완주군을 편입해 김제시·완주군 선거구를 이루게 됨에 따라 폐지되었다.

## 역대 국회의원
| 선거   | 정당 | 정당           | 의원   |
| ------ | ---- | -------------- | ------ |
| 1996년 |      | 새정치국민회의 | 장성원 |
| 2000년 |      | 새천년민주당   | 장성원 |

## 역대 선거 결과

### 대한민국 제15대 국회의원 선거
|  | 50.44% |

|  | 28.89% |

|  | 8.30% |

|  | 7.61% |

|  | 2.03% |

|  | 1.96% |

|  | 0.74% |

### 대한민국 제16대 국회의원 선거
|  | 43.80% |

|  | 38.25% |

|  | 9.21% |

|  | 2.99% |

|  | 2.40% |

|  | 1.90% |

|  | 1.41% |